# SS-runor
SS-runor (tyska: SS-Runen) är esoteriska runliknande insignier inom Nazismen, ursprungligen introducerade av nazityska paramilitära echelongen Schutzstaffel (SS) under slutet av 1920-talet som symboler för olika aspekter av nazistisk ideologi och ariosofi med mera. De representerade också dygder som sågs som önskvärda hos SS-medlemmar, och baserades på rasideologen Guido von Lists påhittade Armanenrunor, vilka löst baserats på de historiska runalfabeten. 
Flertalet av dessa insignier fortsätter att användas inom nynazism och dito hörande individer.

## SS-runor

### ᛋᛋ [doppelte Siegrune]
| Bild      |                          |
| Namn      | tyska: doppelte Siegrune |
| Namn      | ”dubbel segerruna”       |
| Betydelse | seger / Schutzstaffel    |

Siegrune (”segerrunan”) härrör Guido von Lists påhittade Armanenrunor och symboliserar seger. Den bygger på den historiska runan ᛋ [sol] som von List omtolkade till ett segertecken när han sammanställde sin lista över "Armanenrunor".
Den dubbla ᛋᛋ-varianten skapades av grafikern Walter Heck 1933 och blev SS:s emblem.

### ⥋[Eif]
| Bild      |                  |
| Namn      | tyska: Eif       |
| Namn      | ”iv(er)”         |
| Betydelse | iver / entusiasm |

Eif ⥋ (”iv(er)”) är en roterad och reflekterad version av runan ᛇ [ide]. Under de första åren av SS användes den av Adolf Hitlers personliga adjutanter, såsom Rudolf Hess.

### ϟ [Ger]
| Bild      |                |
| Namn      | tyska: Ger     |
| Namn      | ”spjut / gere” |
| Betydelse | gemensam anda  |

Ger ϟ (”spjut/gere”) användes för att symbolisera SS:s kommunitära ideal. 11. SS Freiwilligen-Panzergrenadier-Division Nordland, en Waffen-SS-enhet, antog runan som en variant av dess divisionsbeteckning.

### ᚼ [Hagal]
| Bild      |               |
| Namn      | tyska: Hagal  |
| Namn      | ”hegel”       |
| Betydelse | tro på nazism |

Hagal ᚼ (”hagel”) härrör Guido von Lists påhittade Armanenrunor och bygger på den historiska runan ᚼ [hagel] som von List omtolkade till sin lista över "Armanenrunor". List ansåg att det var "moderrunan" i hans runalfabet och tänkte sig det som en representation av en sexkantig kristall.
Hagal användes flitigt i SS för dess symboliska representation av "orubblig tro" i nazistisk filosofi, som Himmler uttryckte det. Den användes vid SS-bröllop såväl som på SS-Ehrenring (dödens huvudring) som bars av medlemmar i SS. Runan användes också som divisionstecken för 6. SS-Gebirgs-Division Nord.

### ᛉ [Leben]
| Bild      |              |
| Namn      | tyska: Leben |
| Namn      | ”liv”        |
| Betydelse | liv / levnad |

Leben ᛉ (”liv”) bygger på den historiska runan ᛉ [älg], alternativt ᛘ [mader], och användes av Lebensborn e. V., SS-organet ansvarigt för Lebensborn-programmet som stödde de ”rasmässigt, biologiskt och ärftligt värdefulla familjerna” till SS-medlemmar och andra ”arier”. Denna tolkning av ᛉ/ᛘ-runan är inte baserad på von Lists Armanenrunor, men den förekommer redan på 1920-talet i den ariosofinska litteraturen, och den kom att användas flitigt inom nationalsocialistiska tyska arbetarepartiet och Nazityskland, t.ex. i officiella föreskrifter för Sturmabteilungs olika uniformer.

### ᛟ [Odal]
| Bild      |                 |
| Namn      | tyska: Odal     |
| Namn      | ”odal”          |
| Betydelse | blodsamhörighet |

Odal ᛉ (”odal”) bygger på den historiska runan ᛟ [odal] men har tillägg av seriffer (även kallade fötter, hakar, klackar eller vingar) och användes av SS för att symbolisera flera värden av central betydelse för den nazistiska ideologin.
Under andra världskriget användes den av 7. SS-Freiwilligen-Gebirgs-Division Prinz Eugen och 23. SS-Freiwilligen-Panzergrenadier-Division Nederland (niederlandische Nr. 1), samt SS-Rasse- und Siedlungshauptamt, som ansvarade för att upprätthålla rasrenheten hos SS.

### ⥊[Opfer]
| Bild      |              |
| Namn      | tyska: Opfer |
| Namn      | ”offer”      |
| Betydelse | offer        |

Opfer ⥊ (”offer”) är, liksom Eif ⥋, en roterad version av runan ᛇ [ide].
Användningen av Opfer ⥊ och Eif ⥋ föregick nazisterna. De antogs ursprungligen efter 1918 av Der Stahlhelms krigsveteranrörelse som så småningom slogs samman med Sturmabteilung (SA). Symbolen antogs av nazisterna efter 1923 för att hedra de partimedlemmar som dog i Adolf Hitlers misslyckade Beer Hall Putsch.

### ᛣ [Tod]
| Bild      |             |
| Namn      | tyska: Tod  |
| Namn      | ”död”       |
| Betydelse | död / döden |

Tod ᛣ (”död”) bygger på den historiska runan ᛦ [yr] kom att ses som den omvända versionen av Leben ᛉ (”liv”), därav tolkad som dödsrunan (tyska: Todesrune). Den användes av SS för att representera döden på dokument och gravmärken i stället för den mer konventionella †-symbolen som används för sådana ändamål.
Under andra världskrigets era kom dessa två runor kom att användas i dödsannonser och på gravstenar som markering av födelse- och dödsdatum, och ersatte asterisk- och korssymboler (* för "född", † för "död") som konventionellt används i detta sammanhang i Tyskland. 

### ᛏ [Tyr]
| Bild      |                    |
| Namn      | tyska: Tyr         |
| Namn      | ”guden Tyr”        |
| Betydelse | militärt ledarskap |

Tyr ᛏ (”guden Tyr”) bygger på den historiska runan ᛏ [Tyr] och fick sitt namn efter samma germanska hedniska gud, Tyr, som stundom förknippas med krig.
Baserat på kopplingen mellan den historiska runan och striden utvecklade SS idén om runan som kamp- eller stridsruna, symboliserande militärt ledarskap. SS använde det vanligtvis i stället för det kristna korset på dess medlemmars gravmärken. Den användes också av utexaminerade från SA Reichsführerschule, som utbildade SS-officerare fram till 1934; de bar den på sina övre vänstra armar. Det antogs som ett emblem av 32. SS-Freiwilligen Grenadier-Division „30. Januar“, som samlades av medlemmarna i SS-skolor i januari 1945, såväl som av SS Rekryterings- och utbildningsavdelning.